# I Can't Be with You
I Can't Be with You is een nummer van de Ierse rockband The Cranberries uit 1995. Het is de derde single van hun tweede studioalbum No Need to Argue.
"I Can't Be with You" gaat over een vrouw die door haar man is verlaten. De vrouw is verdrietig, omdat ze, zoals de titel al doet vermoeden, niet bij haar man kan zijn. Het nummer werd een (bescheiden) hit in een aantal Europese landen en Oceanië. In Ierland, het thuisland van The Cranberries, bereikte het de 21e positie. Minder succesvol was het in Nederland, waar het op een 18e positie in de Tipparade bleef steken.